# Anthemis maritima
La camomilla marina (Anthemis maritima L.) è una pianta della famiglia delle Asteracee. Non è propriamente una camomilla.